# Reginald Baker
Reginald („Snowy“) Leslie Baker (* 8. Februar 1884 in Sydney; † 2. Dezember 1953 in Los Angeles) war ein australischer Sportler, Olympiamedaillengewinner, Filmschauspieler, Stuntman und Organisator von Sportveranstaltungen.

## Biografie
Im Verlaufe seines Lebens soll Baker nicht weniger als 26 Sportarten betrieben haben. Bekannt ist, dass er mehrfacher Schülermeister im Schwimmen war, Wasserball spielte und in der Leichtathletik Mittelstreckenrennen bestritt. Von Beruf war er technischer Zeichner. Während des Militärdienstes fand er Gefallen an weiteren Sportarten, wie z. B. Fechten, Ringen und Schießen. 1904 gehörte er der Rugby-Union-Auswahl des Bundesstaates New South Wales an und war mit dieser auf einer Großbritannien-Tournee.
1902 hatte Baker mit Boxen begonnen. 1905 und 1906 wurde er Mittelgewichts-Meister in den Staaten New South Wales und Victoria. Ende 1906 reiste er nach Großbritannien, mit dem Ziel, britischer Amateurmeister zu werden, doch er erkrankte an einer Lungenentzündung. Rechtzeitig zu den Olympischen Spielen 1908 in London war er wieder fit. Zunächst nahm er im Wasserspringen und im Schwimmen teil und erreichte mit der australischen Freistilstaffel den vierten Platz. Danach beteiligte er sich am olympischen Boxturnier und gewann in der Mittelgewichtsklasse die Silbermedaille, erst im Finale wurde er von Johnny Douglas bezwungen.
Nach seiner Rückkehr nach Australien betätigte sich Baker als Geschäftsmann, Journalist und Boxringrichter. Darüber hinaus organisierte er zahlreiche Boxwettkämpfe und schrieb ein Sportlehrbuch. Nachdem er ab 1918 in einigen australischen Filmen mitgewirkt hatte, zog er 1920 nach Kalifornien, wo er eine Karriere als Schauspieler anstrebte. Er spielte kleinere Rollen in einigen Hollywood-Filmen, sein Künstlername lautete Rex Baker. Doch als Stuntman, Trainer und Geschäftsmann war er weitaus erfolgreicher.
Während der Olympischen Sommerspiele 1932, die in seiner Wahlheimat Los Angeles stattfanden, betreute Baker als Mannschaftsleiter die australischen Teilnehmer. 1933 wurde er Direktor eines exklusiven Country Clubs in Los Angeles. Er spielte Polo und brachte zahlreichen Hollywood-Stars wie Greta Garbo, Douglas Fairbanks und der jungen Elizabeth Taylor das Reiten bei.